# Нено Господинов Брадата
Нено Костадинов Господинов с прякори Сливналията и  Брадата (1844 – 1936) е последният председател на 2-ри Сливенски революционен комитет от Априлското въстание.
Роден е в Сливен. По занятие е бахчеванин (градинар, произвежда зеленчуци). В къщата му в Клуцохор отсядат Васил Левски (1871 г.), дейци на Априлското въстание; укриват се архивът на революционния комитет, оръжие, дрехи и боеприпаси.
Отваря кафене, в което да се срещат дейци по подготовка на въстанието и будни хора, съпричастни към борбата за свобода. Кафенето се казва „Земен рай“ и скоро се превръща в революционно средище за Сливен.
Преди да избухне Априлското въстание, Нено Господинов е изпратен от Сливен във Влашко да намери способен войвода и довежда Стоил войвода. Също трябва да получи и указания за самото въстание.
Срещу Гергьовден на 23 април бюлюкбашията, който е изпратен да залови Стоил войвода в Балкана, е убит. Иларион Драгостинов известява Стефан Стамболов за събитията с писмо. Пратеникът Георги Николов Бошнаков-Бъчовката – комитски куриер, е заловен от турците и при разпита казва, че и писмото, и револверът, намерени в него, са му дадени от Нено Господинов, който е арестуван на 26 април 1876 г., но успява преди това да премести укритите книжа и бунтовнически вещи от дома си.
Осъден е на смърт чрез обесване. Благодарение застъпничеството на Юджийн Скайлър и Джанюариъс Макгахан присъдата е заменена със заточение. Господинов е свален буквално от бесилото след връчване на заповедта за помилване. Изпратен е на заточение на о. Кипър, където остава до общата амнистия от 1878 г. 
След Освобождението Господинов заема административни длъжности в Сливен. По време на Стамболовия режим (1887-1894) емигрира в Русия.